# Episodi di Flipper (prima stagione)
| Nº | Titolo originale             | Titolo italiano                     | Prima TV USA      | Prima TV Italia   |
| -- | ---------------------------- | ----------------------------------- | ----------------- | ----------------- |
| 1  | 300 Feet Below               | Profondità 100 metri                | 9 settembre 1964  |                   |
| 2  | The Red Hot Car              | L'auto rossa sospetta               | 26 settembre 1964 |                   |
| 3  | SOS Dolphin                  | SOS Delfino                         | 3 ottobre 1964    |                   |
| 4  | The Gulf Between             | Il Golfo complice                   | 10 ottobre 1964   |                   |
| 5  | City Boy                     |                                     | 17 ottobre 1964   |                   |
| 6  | Dolphin for Sale             |                                     | 24 ottobre 1964   |                   |
| 7  | Not Necessarily Gospel       | Non è tutto Vangelo                 | 31 ottobre 1964   |                   |
| 8  | Countdown for Flipper        | Conto alla rovescia                 | 7 novembre 1964   |                   |
| 9  | Mr. Marvello                 | Il signor Marvello                  | 14 novembre 1964  |                   |
| 10 | My Brother Flipper           | Fratello Flipper                    | 21 novembre 1964  |                   |
| 11 | The Second Time Around       | Un'altra volta                      | 28 novembre 1964  |                   |
| 12 | Lady and the Dolphin (1)     | La signora e il delfino (parte uno) | 5 dicembre 1964   |                   |
| 13 | Lady and the Dolphin (2)     | La signora e il delfino (parte due) | 12 dicembre 1964  |                   |
| 14 | Danger                       | Pericolo                            | 19 dicembre 1964  |                   |
| 15 | The Misanthrope              | -                                   | 26 dicembre 1964  |                   |
| 16 | Flipper's Bank Account       | Caccia al tesoro                    | 2 gennaio 1965    |                   |
| 17 | The Lifeguard                | Bagnino                             | 9 gennaio 1965    |                   |
| 18 | The Day of the Shark         | Il giorno del pescecane             | 16 gennaio 1965   |                   |
| 19 | Love and Sandy               | Sandy e l'amore                     | 23 gennaio 1965   |                   |
| 20 | Money to Blow                | Danaro da spendere                  | 30 gennaio 1965   |                   |
| 21 | Flipper's Treasure           | Il tesoro                           | 6 febbraio 1965   | 11 settembre 1966 |
| 22 | The White Dolphin            | Il delfino bianco                   | 13 febbraio 1965  | 23 ottobre 1966   |
| 23 | Teamwork                     | Il lavoro di squadra                | 20 febbraio 1965  |                   |
| 24 | Flipper and the Elephant (1) | Flipper e l'elefante (parte uno)    | 27 febbraio 1965  |                   |
| 25 | Flipper and the Elephant (2) | Flipper e l'elefante (parte due)    | 6 marzo 1965      |                   |
| 26 | Flipper and the Elephant (3) | Flipper e l'elefante (parte tre)    | 13 marzo 1965     |                   |
| 27 | Bud Minds Baby               |                                     | 20 marzo 1965     |                   |
| 28 | Sailor Bud                   | -                                   | 27 marzo 1965     |                   |
| 29 | The Call of the Dolphin      |                                     | 3 aprile 1965     |                   |
| 30 | Flipper's Monster            |                                     | 10 aprile 1965    |                   |